# Piesarthrius
Piesarthrius – rodzaj chrząszczy z rodziny kózkowatych i podrodziny kózkowych (Cerambycinae).
Takson ten został opisany w 1834 roku przez Fredericka Williama Hope'a. Gatunkiem typowym wyznaczył on Piesarthrius marginellus.
Chrząszcze te mają podłużno-owalne ciało, 3,1 do 4,2 raza dłuższe niż szerokie, o długości od 13 do 36 mm. Wierzch ciała głównie brązowy, pokryty dwoma rodzajami szczecinek: krótkimi, położonymi i długimi, sterczącymi. Głowa ma frontoclypeus poprzeczny, oczy duże, grubo fasetkowane i głęboko wykrojone, a guzki czułkowe odsunięte od nasad żuwaczek. Samiec ma czułki blaszkowate, dwublaszkowate lub blaszkowato-pierzaste, co jest cechą unikalną wśród australijskich kózkowatych. U samicy czułki są piłkowane i sięgają połowy długości pokryw, zaś u samca często wystają poza ich wierzchołek. Czułki u obu płci są 11-członowe, ich rozszerzający się ku szczytowi trzonek jest krótszy od przedplecza, drugi człon jest poprzeczny, a trzeci niedłuższy od trzonka. Przedpiersie ma wąski, ku szczytowi rozszerzony wyrostek i pozbawione jest bocznych rozszerzeń panewek przednich bioder. Śródpiersie ma wyrostek zaokrąglony na wierzchołku, umiarkowanie rozdzielający środkowe biodra. Wyrostek zapiersia jest na szczycie wcięty. Boczne części śródtułowia, zatułowia i często także odwłoka pokrywają przylegające, białe szczecinki. Punktowanie pokryw duże u nasady i wyraźnie drobniejsze pośrodku. Narząd kopulacyjny samca o wewnętrznym woreczku wyposażonym w dwa skleryty u nasady oraz rozległe pólka mikrospikul w części środkowej i wierzchołkowej.
Kózki te zasiedlają krainę australijską, przy czym tylko jeden gatunek sięga południa Nowej Gwinei, a pozostałe są endemitami Australii. Bionomię poznano tylko u pospolitego P. marginellus – jego larwy rozwijają się w drewnie różnych gatunków akacji.
Należy tu 9 opisanych gatunków:
- Piesarthrius bleeserae McKeown, 1942
- Piesarthrius brevicornis Aurivillius, 1917
- Piesarthrius frenchi (Blackburn, 1891)
- Piesarthrius intricatus (Blackburn, 1889)
- Piesarthrius laminosus (Newman, 1840)
- Piesarthrius marginellus Hope, 1834
- Piesarthrius muelleri (Blackburn, 1896)
- Piesarthrius reticulaticollis McKeown, 1940
- Piesarthrius rufoflavus McKeown, 1940